# تسوية (فلسفة)
التسوية هي عملية اجتماعية يتم فيها إلغاء تفرد الفرد من خلال إعطاء قيمة متساوية لجميع جوانب المساعي البشرية، وبالتالي فقدان جميع التعقيدات والتعقيدات الدقيقة للهوية الإنسانية. ترتبط التسوية ارتباطًا وثيقًا بالفيلسوف الوجودي سورين كيركغور.